# 석교역
석교역(石橋驛)은 충청남도 천원군 성거읍(현 천안시 서북구 성거읍)에 위치한 안성선의 철도역이었으나, 안성선의 폐지에 따라 폐역되었고, 현재는 역터에 '승미건강원'이라는 건물이 들어서 있는 외에 노반의 흔적이 약간 남아있다.

## 연혁
- 1925년 11월 1일 : 배치간이역으로 영업 개시
- 1969년 8월 1일 : 무배치간이역으로 격하[1]
- 1985년 4월 1일 : 여객취급중지
- 1989년 1월 1일 : 안성선 폐선으로 폐역

## 참고 문헌
1. ↑  철도청 고시 제128호(1969.07.09)